# روبي رودريغيز
روبي رودريغيز هي مذيعة وملحنة وممثلة فلبينية، ولدت في 10 يناير 1966 بمانيلا في الفلبين.

## وصلات خارجية
- روبي رودريغيز على موقع IMDb (الإنجليزية)
- روبي رودريغيز على موقع قاعدة بيانات الفيلم (الإنجليزية)